# Nowodruk
Nowodruk – odbitka wykonana z oryginalnych form drukowych na zlecenie poczty lub instytucji niepocztowej, dla celów pamiątkowych, dokumentacyjnych, handlowych. Nowodruki mogą powstawać po zakończeniu druku znaczków lub całostek do użytku pocztowego.
Nowo wydrukowany znaczek powinien wiernie kopiować oryginał tzn. powinien mieć taką samą barwę, rodzaj użytego papieru oraz to samo ząbkowanie. Oryginalne znaczki lub całostki mogą być drukowane techniką kombinowaną (tzn. przy produkcji korzysta się z więcej niż jednej formy drukowej), a nowodruki mogą być wykonane tylko jedną z form i tym samym różnić się od oryginału. Nominał nowodruku przeważnie jest przekreślony.
Nowodruki nie są przeznaczone do obiegu pocztowego lecz do celów filatelistycznych.